# Christian Ditlev Reventlow (1710-1775)
 Der er flere personer med dette navn, se Christian Ditlev Reventlow (flertydig).
Christian Ditlev (eller Detlev) lensgreve Reventlow (10. marts 1710 – 30. marts 1775 i København) var en dansk gehejmeråd og lensbesidder.

## Liv og gerning
Han var søn af grev Christian Ditlev Reventlow (1671-1738). Kun 19 år gammel blev han hvid ridder og udnævntes 1735 til kammerherre. Da han 12. februar 1737 ægtede Johanne Sophie Frederikke baronesse von Bothmer (25. august 1718 i København – 17. april 1754 i Plön), datter af en britisk og braunschweigisk-lüneburgsk generalløjtnant, gesandt i Danmark Friedrich Johann rigsfriherre von Bothmer, fik han af faderen overdraget herregårdene Christiansborg og Aalstrup. 1744 udnævntes han til gehejmeråd, 1748 til assessor i Højesteret, 1763 til gehejmekonferensråd og 1769 til blå ridder. 
Ved faderens død arvede han grevskabet Christiansborg (senere Christianssæde) og 1759 efter brodersønnen de øvrige reventlowske familiegodser. Reventlow, der levede den største del af sit liv fjernt fra hovedstaden, beskæftiget med administrationen af sine vidtstrakte besiddelser, var en varmtfølende mand, der ved sin faderlige omsorg for sine bønder og undergivne tjente sine berømte sønner, der arvede hans menneskekærlige sind, som forbillede for hele livet. Reventlow døde i København 30. marts 1775. 

## Ægteskaber og børn
Han var gift to gange:
1. 12. februar 1737 ægtede han Johanne Sophie Frederikke baronesse von Bothmer (25. august 1718 i København – 17. april 1754 i Plön), datter af en britisk og braunschweigisk-lüneburgsk generalløjtnant, gesandt i Danmark Friedrich Johann rigsfriherre von Bothmer
2. 7. august 1762 ægtede han Charlotte Amalie komtesse Holstein (27. juli 1736 – på Hummeltofte 13. juni 1792), datter af grev Johan Ludvig Holstein til Ledreborg.

Ægteskabet med Johanne Sophie Frederikke von Bothmer gav fire børn:
- Louise Stolberg (1746-1824), 1. gang gift med Christian Frederik von Gram og 2. gang gift med Christian zu Stolberg-Stolberg
- Christian Ditlev Frederik Reventlow (1748-1827) til grevskabet Christianssæde
- Conrad Georg Reventlow (1749-1815) til grevskabet Reventlow
- Johan Ludvig Reventlow (1751-1801) til baroniet Brahetrolleborg

Han er begravet i det reventlowske gravkapel i Horslunde Kirke. Der findes adskillige portrætter af Reventlow.